# جوباس
جوباس (به عربی: جوباس) یک روستا در سوریه است که در ناحیه سراقب واقع شده‌است. جوباس ۲٬۳۴۰ نفر جمعیت دارد.